# Une promesse (roman)
Pour les articles homonymes, voir Une promesse.
Une promesse est un roman de Sorj Chalandon publié le 17 août 2006 aux éditions Grasset et ayant reçu la même année le prix Médicis.

## Résumé
Dans un village de la Mayenne, une petite communauté est liée par un étrange rituel d'allées et venues entre le café du village tenu par Lucien Pradon et la maison de son frère Etienne. Une à une, les pièces du puzzle s'organisent en une histoire poétique, que l'auteur a présenté comme un conte, mais également comme « un roman résolument moderne ».

## Personnages
- Les amis d'enfance :
  - Étienne  et Fauvette Pradon : un couple fusionnel, les séniors de la communauté.
  - Lucien Pradon : surnommé "le Bosco" en hommage à son père, patron pêcheur disparu en mer. C'est l'instigateur du rituel.
  - Berthevin : sa femme Clara ne lui parle plus depuis une mémorable frasque d'ivrogne, qui lui a valu son surnom, "l'Andouille".
  - Léo Mottier : même avant la mort de sa femme Angèle, il était déjà terrorisé par la route. Il préfère souvent marcher sur le trottoir en tenant son vélo à la main.
  - Madeleine : douce et sensible. Elle et Fauvette sont les deux figures féminines du groupe.

- Les nouveaux venus :
  - Martin Guittard : « se fait appeler Ivan parce qu'il a les idées rouges drapeau. »[2] Ancien cheminot, il se taille la barbe en pointe pour ressembler à Lénine.
  - Paradis : surnommé ainsi en raison de sa passion pour les clés qu'il collectionne à sa ceinture. c'est le Ravi du groupe.
  - Le professeur Constant Blancheterre : passionné par la poésie et l'étude du régime alimentaire des chouettes effraie. « Il a une voix de ville, de petit monsieur. »[2]

## Éditions
- Une promesse, éditions Grasset, 2006  (ISBN 2246711711)
- Une promesse, Le Livre de poche, 2007  (ISBN 2253121142)